# Ultimatum britannique de 1890

La carte rose : les régions revendiquées par le Portugal avant l'ultimatum.

L'ultimatum britannique de 1890 est un ultimatum du gouvernement britannique prononcé le 11 janvier 1890 à destination du Portugal. L'ultimatum, en violation du traité de Windsor de 1386 et du traité de Berlin de 1885, a entraîné le retrait des forces militaires portugaises des zones revendiquées par le Portugal sur la base de découvertes historiques et d'explorations récentes, mais que le Royaume-Uni revendique également sur la base d'une occupation de fait.
Le Portugal tentait de revendiquer une grande superficie de terres entre ses colonies du Mozambique et de l'Angola, soit la plupart de l'actuel Zimbabwe et de la Zambie et une grande partie du Malawi, inclus dans la carte rose par le Portugal.
Le retrait des forces militaires portugaises provoque, au Portugal, une vague d'indignation contre le Royaume-Uni et contre la monarchie portugaise. Des émeutes éclatent face à cette humiliation nationale. Une première révolte républicaine échoue début 1891. C'est à cette occasion qu'est composé ce qui deviendra l'hymne national portugais. On appelle au boycott des produits britanniques. Une souscription publique est même organisée pour doter le pays d'un croiseur. Le Parti républicain tire profit de ce mécontentement qui enfle et finira par renverser la monarchie. Le mécontentement a également une conséquence sur la conscience collective portugaise : elle marque ici son attachement à la nation et à son empire colonial, attachement dont on observe les répercussions tout au long du XXe siècle.
Une dizaine d'années plus tard, cet espace africain au centre des tensions diplomatiques entre le Portugal et le Royaume-Uni sera notamment occupé par la Rhodésie de la British South Africa Company.